# Breton de Batz-sur-Mer
 (février 2012).
Le breton de Batz-sur-Mer est la variante du breton parlé à Batz-sur-Mer (Loire-Atlantique), dernier vestige des parlers bretons dans le pays de Guérande et le Pays nantais. Les derniers locuteurs se sont éteints dans les années 1960.

## La langue bretonne en Loire-Atlantique
Le breton a été parlé au Moyen Âge dans une large zone de l'actuel département de la Loire-Atlantique, dans le pays de Guérande, assez profondément dans le Pays nantais, jusqu’à Lusanger, Nort-sur-Erdre, Vigneux-de-Bretagne, Bouée, et la frange littorale du pays de Retz. Cette extension maximale, déterminée grâce à la toponymie, remonte au IXe siècle. Le bilinguisme breton-roman avait probablement cours dans de nombreuses parties de cette zone.
Par la suite, le breton a progressivement reculé vers l’ouest au profit du gallo, dialecte d’oïl parlé en Haute-Bretagne. On estime que la limite linguistique s'est stabilisée au cours du XIIe siècle à l’ouest des marais de Brière. La toponymie indique la zone où cette limite s'est finalement stabilisée (noms de lieu en ker-). C'est ce territoire qui forme le Pays guérandais traditionnel, qui, du fait de la langue, appartient à la Basse-Bretagne celtique et non à la Haute-Bretagne romane (voir la carte de J.-B. Nolin citée ci-dessous, d'autres cartes confirment cette limite ancienne).
Plus près de nous, témoignages et documents permettent de connaître avec quasi-certitude l’aire de pratique du breton en Loire-Atlantique :
- 1695 : la carte de Jean-Baptiste Nolin[1],[2] indique que le breton est encore parlé à l’ouest d’une ligne comprenant Férel, Herbignac, Saint-Lyphard, Guérande et Le Pouliguen ; Saint-André-des-Eaux et Escoublac (La Baule) sont en zone romane, mais à proximité de la limite breton-gallo ;

- 1794 : le gouvernement français décide par un décret de la convention nationale du 8e jour de Pluviôse de l'an II que :

« Il sera établi dans dix jours, à compter du jour de la publication du présent décret, un instituteur de langue française dans chaque commune de campagne des départements du Morbihan, du Finistère, des Côtes-du-Nord et dans la partie de la Loire-Inférieure dont les habitants parlent l'idiome appelé bas-breton ; »

- 1806 : l’enquête de Coquebert de Montbret indique que le breton est parlé au sud de la Vilaine à Férel, Camoël, Pénestin. On apprend aussi que le breton est encore connu à Bourg-de-Batz (Batz-sur-Mer), et que « la ligne de division des deux langues commence aux salines d’Herbignac sur le territoire du département de la Loire-Inférieure […] », soit dans la partie occidentale de la commune d’Assérac, ainsi que dans une partie de Saint-Molf, mais probablement aussi vers Mesquer et Piriac. Cette enquête ne concernait pas le département de la Loire-Inférieure pour des raisons administratives. Elle est donc très imprécise pour la région qui nous intéresse ;

- milieu du XIXe siècle : d’après un témoignage recueilli par Paulin Benoist[4], des anciens parlaient encore le breton à Piriac-sur-Mer après 1830, et à Mesquer encore plus tard. En 1889, le chanoine Le Méné[5] évoque la disparition du breton à Pénestin « à une époque assez rapprochée de nous » ;

- 1878 : selon Sebillot, sept communes parlent volontiers le breton et comprennent le français. Ils sont environ 1 200 personnes à le connaitre[6] ;

- 1886 : l’enquête de Sébillot[7] indique que le breton, s'il est éteint dans toutes les autres communes situées au sud de la Vilaine, est encore parlé à Bourg-de-Batz. Cette information est confirmée en 1887 par Alcide Leroux, qui dit que « dans quatre villages de […] Bourg-de-Batz [… Kermoisan, Kervalet, Trégaté et Roffiat …], les personnes de 40 ans connaissent toutes le breton » ; il entend des enfants jouer en breton dans les rues du village de Roffiat, preuve de la vitalité de la langue[8] ;
- 1911 : dans l'Atlas linguistique de la Basse-Bretagne, il est indiqué: « Bourg-de-Batz, Le Croisic, Loire-Inférieure, journalière, 72 ans ; seules les personnes de son âge parlent bien le breton[9] ».

Batz-sur-Mer est donc la dernière commune du Pays nantais à avoir parlé le breton.

## Disparition du breton à Batz-sur-Mer

### Le bourg
Le breton s’est maintenu dans le bourg jusqu’au début du XIXe siècle, dans la rue du Four et au quartier de Kerbouchard.

### Les villages paludiers
Les villages concernés par la pratique tardive du breton sont, d’après Léon Bureau en 1875 : Kervalet, Kermoisan, Kerdréan, Beauregard, Kerbéan, Le Guho, Trégaté et Roffiat, villages paludiers regroupant au total 1 320 habitants. Mentionnons aussi Keralan en bord de mer, village de la fillette auprès de qui Pitre de Lisle du Dréneuc collecta une chanson en breton en 1872, ainsi que Penchâteau sur la commune du Pouliguen qui conserva  des locuteurs tardifs. En 1875, Léon Bureau  estime que le breton est la langue habituelle d'environ 400 personnes, mais ne cite pas le nombre de ceux qui savent le parler. Il dit également que l'habitude de parler en français aux enfants est très récente (depuis 4 à 5 ans). Le breton a servi de langue de communication jusque dans les années 1910-1920, principalement au village de Roffiat.

### Les derniers locuteurs
Nés au village de Roffiat, ils se sont éteints entre 1960 et 1970. Citons Jean-Marie Cavalin dit « Yannik », enregistré en 1959, et Suzanne Moreau et Florestine Cavalin, interrogées par Léon Fleuriot en 1960 et 1961. Une dame décédée en 1988 à l’âge de 99 ans avait parlé le breton dans son enfance au village de Kervalet.
Certains informateurs tardifs comme Marie-Françoise Le Berre, interrogée peu avant son décès en 1983, peuvent être considérés comme des locuteurs passifs de ce dialecte (compréhension totale mais incapacité à le parler).
Des tentatives de transmission ont eu lieu jusque dans les années 1940 : Pierre Le Gal nota à cette époque quelques mots et phrases au contact de son grand-père bretonnant Guillaume Pain. Ce lexique est présenté dans l'exposition de Gildas Buron.
L'abbé Cadic prétend avoir rencontré en 1925 la dernière locutrice du breton local en la personne de Clémence Le Berre, alors âgée de soixante-douze ans, au village de Kermoisan. Cette hypothèse doit à l'évidence être rejetée au regard des éléments ci-dessus ; l'existence même de Clémence Le Berre est douteuse : ni les registres d'état civil, ni la mémoire locale n'en ont souvenir selon Gildas Buron.

### Survivances
Le français régional comporte un nombre considérable de bretonnismes (une centaine environ). Exemples tirés du vocabulaire paludier : dourer (de dour, « eau »), govérer (de gover, « ruisseau »), comeradure ou camladure (de *kemeradur, « prise »), etc. La plupart de ces mots tombent en désuétude. Citons aussi dans le langage courant : du linge merglé (de mergl, « rouille »), morson, « bruit de la mer » (de mor « son », plus exactement mor séoñ en breton local), pourhic, « coquillages grains de café » (de pourc'hig, « petit porc »), de la soupe de blonic (de bloneg, « oing »), morgate (de morgad, « seiche »)...
De nos jours subsiste une poignée de témoins directs ou indirects du breton local, parfois en mesure d'apporter un mot ou une expression inédite. Il va sans dire que le cas devient très exceptionnel.
De 1980 à aujourd'hui, Gildas Buron a recueilli ces derniers témoignages parmi lesquels l'expression originale et non dénuée d'humour : Kenavo, ma hi za ket hi skreñvou (« au revoir, si tu ne viens pas tu écriras »).
Autre survivance du breton sont les surnoms attachés à certaines branches familiales de Batz-sur-Mer, par exemple : Lagad Du, Tadic, Fanch, Guillouic, Job, etc. Quelques-uns sont encore employés et compris.
À Batz-sur-Mer comme dans l'ensemble de la presqu'île de Guérande, la pratique tardive du breton est mal connue voire ignorée, souvent confondue avec la présence, dans le port voisin du Croisic, d'une importante communauté de pêcheurs bretonnants originaires de Cornouaille. La confusion avec le gallo est non moins fréquente.

## Raisons du maintien tardif du breton à Batz-sur-Mer

### Géographie
Vaste zone de marais située à l’est de la presqu’île de Guérande, la Brière a joué un rôle de barrière aux influences romanes venant de l’est durant le Moyen Âge. De plus, la commune de Batz-sur-Mer est à l’une des pointes occidentales de la presqu’île guérandaise.

### Échanges commerciaux avec la Basse-Bretagne
Les paludiers vendaient leur sel dans toute la Basse-Bretagne : la connaissance du breton leur était indispensable, les bretonnants monolingues étant très majoritaires en Bretagne occidentale jusqu’à la fin du XIXe siècle. Sans cela, on peut estimer[réf. nécessaire] que le breton aurait été définitivement abandonné au moins cent ans plus tôt.
Ainsi, les documents d’archives suggèrent que le bilinguisme breton-gallo était de mise dans la communauté locale depuis le XVIIe siècle au moins.

### Les paludiers: une communauté à l’identité bien marquée
La communauté paludière se distingue par de nombreux traits particuliers, dont l’usage tardif du breton n’est pas le moindre. Une certaine endogamie alliée à une volonté de se démarquer des voisins gallos peut avoir contribué à maintenir le breton plus longtemps.

## Traits généraux du breton de Batz-sur-Mer

### Dialectologie
Le breton de Batz-sur-Mer était un dialecte de type nettement sud-armoricain, très proche du vannetais. Citons les traits caractéristiques suivants :
chute du z intervocaliquecelui-ci disparaît dans la majeure partie du domaine bretonnant hors quelques lieux en Léon ; KLT trizeg, Batz triheik ; KLT brezhoneg, Batz brehonñeik ou broñneik
traitement du z finalKLT gwirionez (/gwirione/ ou /gwirionez/), Batz guirioñnec’h ; KLT kozh, Batz koh
chuintement de s devant tKLT sterenn, Batz chtereñn et parfois de s devant k > KLT skuizh, Batz chuih (trait commun en vannetais également)
palatalisation de kKLT ket, Batz tchet ou chet (trait commun en vannetais également)
traitement de certaines voyelles et diphtonguesKLT loar, Batz luer ; KLT tomm, Batz tuem ; KLT troad, Batz trèt  (oa est prononcé /wa/ ou /we/ en KLT)
accentuation très marquée sur la dernière syllabe
traitement de c’hKLT c’hoar, Batz uèr ; KLT c’hoarzhiñ, Batz hwareñ
article définiKLT an, ar, Batz en, er
syntaxe de type vannetaisHi beét ma dalèit = « tu m'aurais aveuglé »
Par certains côtés, le breton de Batz se distinguait nettement des différents parlers vannetais :
lexique de type KLTBatz et KLT dour (« eau »), vann. deur ; Batz arc’heñt (« argent »), KLT arc’hant (sud Cornouaille argant), vann. argant ; Batz tréo (« vallée »), KLT traoñ, vann. teno ; Batz abar, abars, e bar et e bars (« dans, dedans »), KLT e-barzh, vann. abarh; Batz baradeis ou baradoeis (« paradis »), KLT baradoz, haut-vann. barawiz; Batz plèic'h et mèn (« où ? »), KLT pelec'h, vann. menn uniquement, etc.
sémantique semblable au KLT mais différente du vannetaisBatz chteink (« lavoir »), Goëlo stank, Trégor stank kannañ, vann. poull, oglenn ou goleri.
forme du plurielBatz –éo, vann. –eù
prononciation en -f du -v finalirif (« aujourd'hui »); beif (« vivant »); kleñf (« malade »); marf (« mort »); pif (« qui ? ») : trait commun au breton du Goëlo ; cette prononciation est inconnue en vannetais, hormis au sud-est de Vannes.
nombreuses prononciationsBatz chti ou achti (« voilà »), vann. chetu (KLT /setu/ ou /cheteu/, léonard : /set/), Batz trougaré (« merci »), vann. trugaré et bougalé (« enfants ») contre bugale partout ailleurs ; Batz dobeir (« faire »), vann. gober, etc.
r[Quoi ?]
D’après les données de l’ALBB, c’est avec le breton des îles morbihannaises et du Goëlo que le breton de Batz présentait le plus d’affinités. Toutefois, aux dires de locuteurs du début du XXe siècle, l’intercompréhension avec les bretonnants voisins de Belle-Île ou de la presqu’île de Rhuys était devenue quasi impossible.
Selon Yves Mathelier, l'étude de l'ALBB de Le Roux démontre que la proximité entre breton de Batz-sur-Mer et vannetais n'est en rien comparable à celle observée entre les trois dialectes du KLT : dans le domaine vannetais, aucun point ne comprend plus de 20 % de prononciations identiques à Batz-sur-Mer.

### Particularités et originalités par rapport aux autres dialectes du breton
lexique originalaven : de (ex : Aven pif komzit hui ? = « de qui parlez-vous ? ») ; fremoutchel : chouette, bichuen : bleu, chalirik : sauterelle ; chañgaf : « rencontrer par hasard » …
diphtongaisons sous l'accentBatz Roeñheoñ, KLT Roazhon ou Raon, « Rennes » ; Batz kaveit, unneik, autres dialectes kavet « trouvé » et unnek « onze » ; bwèyt, « nourriture », KLT boued ...
à l'inverse, réduction fréquente des diphtongues présentes dans les autres dialectessèc'h (« sept »), KLT seizh et vann. seih ; keñt-er-keñt (« ensemble », adv.), KLT keit-ha-keit ; krès (« milieu »), KLT kreiz ; Brèrh (Bretagne), KLT Breizh et vann. Breih, etc.
prononciations originalesBatz vol, autres dialectes holl, « tout » ; Batz rebeñ, vann. arben, « rencontre » ; Batz barlen, autres dialectes balan, banal, bonal ou benal, « genêt », Batz sarheñ, « sardine », KLT sardinenn et vann. sardrinen ; noñ chtri : « nous trois » ; chtrédéo : « les pieds », etc.
généralisation de la conjugaison impersonnellesous une forme grammaticalement incorrecte dans les autres dialectes bretons > Aven pi gherat i zeo ? = « De quel village es-tu ? »
pronoms personnelshi, « tu », ra, « elle », noñ, « nous », dañ, « ils »
généralisation du présent locatifemañ (verbe bout, sous la forme ma) à la place de zo > Ma guen = « c'est blanc » (se retrouve aussi en cornouaillais)
adoucissement de la consonne initiale k de certains motsBatz gorn, KLT et vann. korn, Batz garreik, KLT karreg, « rocher ». Même phénomène pour t > d : Batz dowl, KLT taol, « table » (d'où l'hypothèse d'Yves Mathelier que le mot dolmen serait un emprunt au breton guérandais).
adoucissement de certaines consonnes internesBatz fedein, KLT feunteun, vann. fetan, « fontaine ».
méthathèses (parfois communes à certains parlers haut-vannetais)KLT et vann. dre, Batz ter, « par » ; KLT terzhienn, Batz treheñn, « fièvre » ; KLT bremañ, Batz beurmeñ, « maintenant ».
fréquence élevée des pluriels en –igaregi, « des rochers », demoazili, « des demoiselles », rocheidi, « des chemises », kwadiri, « des chaises », dowli, « des tables », kazegi, « des juments »…
changement de genre de nombreux noms, voire dégénérescence des mutations dans certains casex. er kac'h (« le chat ») noté dans une chanson.
emprunts lexicaux très nombreux au gallosemitere, « cimetière » ; krapaodeñ, « crapaud » ; oubieñ (= « ou bien »), « sinon » ; siffleñ, « siffler », etc.
Nombre de ces particularités sont à mettre au compte d’un contact prolongé avec le gallo, ainsi que d’une isolation relative par rapport aux autres parlers bretons. D’autres semblent relever d’un archaïsme propre aux parlers périphériques.

## Collecteurs du breton de Batz
Léon Bureau, industriel nantais et passionné de langues, fut le principal collecteur du breton de Batz. Il l'apprit vers 1875 au contact de différents informateurs, dont Marie-Françoise Mouilleron, qui exerçait la profession de porteuse de sel. Son intérêt pour le breton de Batz s’expliquerait par le fait que sa famille possédait une résidence à Penchâteau au Pouliguen.
Citons Émile Ernault, qui compila les notes de Bureau, puis Pierre Le Roux en 1910 (Atlas linguistique de la Basse-Bretagne, Batz est le point d’enquête 90), Dom Gaston Godu en 1942, Per Manac’h en 1959, Léon Fleuriot en 1960-61 et Donatien Laurent en 1962, qui tous interrogèrent des locuteurs.
Plus récemment, citons le rôle particulier de Gildas Buron, conservateur du musée des Marais salants de Batz, qui a réuni une quantité appréciable d’informations sur le breton local au long de 25 années de recherches documentaires et d’enquête auprès des enfants et petits-enfants de bretonnants, et a rassemblé la plus grande part des sources connues.
Aujourd’hui on connaît du breton de Batz plus de 2 000 mots et formes verbales issus de textes et de nombreuses notes, une chanson complète et deux bribes de chansons, et un court enregistrement d’un locuteur, Jean-Marie Cavalin, réalisé en 1959 par Per Manac’h. L’ensemble de ces données sera prochainement présenté dans un ouvrage de référence que prépare G. Buron.

## Un cinquième dialecte du breton?
Il est tentant de considérer le breton de Batz-sur-Mer comme un dialecte à part du fait de ses nombreuses particularités : en comparaison, il est plus éloigné du vannetais que le léonard ne l'est du cornouaillais. Certains emploient même le terme de « breton guérandais », mais en l’absence regrettable d’études sur le breton parlé autrefois dans le reste de la presqu'île de Guérande, ou même de données antérieures au XIXe siècle, comment déterminer si ces particularités sont dues à l’isolement, ou si elles sont la marque d'un supposé dialecte guérandais ? Voici quelques éléments de réponse :

### Trois mots notés à Piriac en 1823
En 1823, Édouard Richer collecta à Piriac-sur-Mer trois mots bretons qui semblent présenter les traits du breton de Batz-sur-Mer :
- garelé (« plie », sorte de poisson) comporte, à côté du vannetais karlé, l’adoucissement de la consonne initiale k > g relevé à Batz-sur-Mer dans des mots comme gorn et garreik. Cependant cette prononciation touche aussi dans le français régional des mots romans : gamion pour « camion », etc. L’influence de la phonétique bretonne n’est donc pas certaine.
- morgouilh, « méduse », n'est pas attesté en breton de Batz. On notera toutefois l'emploi du très similaire « margouille » dans le gallo de la proche Brière, ce qui suppose la diffusion ancienne de ce mot dans le breton régional.
- kourrikan (noté Kourican par Richer), variante de korrigan, est connu sous une forme identique à Batz-sur-Mer (témoignage recueilli par Gildas Buron) et au Pouliguen (« Grotte du Courican » citée par Aristide Monnier en 1891, aujourd'hui Grotte des Korrigans sur la carte IGN).

### Le glossaire de von Harff
Le glossaire breton noté à Nantes en 1499 par le chevalier allemand Arnold von Harff présente des traits nettement sud-armoricains, peut-être comparables au breton de Batz après décryptage des sons rendus par les graphies moyen-allemandes de von Harff. Exemples :
- « sel » : haelen (pour /ha:len/), Batz héleñ, mais vannetais halen.
- « eau » : doir (pour /dur/), Batz dour, vannetais deur.
- « boire » : hisit (rétabli en probable /ivit/), Batz eveit ou evet, vannetais ivein (mais Damgan ivat > infinitif en t aussi).
- « Dieu » : Doie (pour /du:e/), Batz douhé
- « deux » : duwe (pour /dow/), Batz do ou déo

Ce glossaire présente plusieurs limites : le lieu d'origine de l'informateur n'est pas précisé, ce qui laisse planer une incertitude ; C.-J. Guyonvarc'h penche pour la presqu'île de Guérande. En outre von Harff n'était qu'un simple curieux et a réalisé une notation approximative de ce qu'il a entendu.
On retiendra surtout de ce document unique, premier témoignage effectif sur le breton parlé, que la dialectalisation du breton était accomplie à la fin du XVe siècle.

### Toponymie et onomastique
Le recours à ces dernières ne permet pas de trancher la question avec certitude. Voici tout de même des éléments qui laissent à penser que le breton de Batz-sur-Mer aurait été le dernier représentant d'un dialecte guérandais disparu.
- Breton de Batz bihen ou biheñ, « petit » (autres dialectes bihan) : toponymes Le Locbihen à la Turballe, Le Pont Bihen à Guérande et Saint-Lyphard, Le Bihen à Pénestin, Le Bihin à Saint-André-des-Eaux, Le Nibehen (> *lennig bihen ?) à Guérande, Le Pourbien (> * poull bihen ?) à La Baule-Escoublac, et lieu-dit Port-Bihain à Saint-Molf (cité par Gustave Blanchard en 1883). Noms de famille Le Bihen et Le Bihain en presqu'île guérandaise.

Mais toponymes Coët Bihan et Fourbihan à la Turballe. De même, l'étude des toponymes régionaux révèle une minorité de formes anciennes en -en. Ex : Douar Bihan de Kerbéan (Batz-sur-Mer), noté Douart bian en 1658, Douar bihen en 1678, Douairbian et Douarbihan en 1679.
- Breton de Batz tréo, « vallée » (KLT traoñ, vann. teno), déduit à partir de ou-tréo, en bas > toponymes Tromartin à Guérande (Tromarzin 1480), Troffigué à Guérande (Troffiguet 1549), Trologo à La Baule-Escoublac (Trologoff 1623), Kerantrou au Pouliguen (Querantrou 1678). L'évolution du groupe tn > tr semble attestée depuis le XVe siècle au moins dans la presqu'île de Guérande, au contraire du pays vannetais qui a conservé tn.
- Breton de Batz fedein, « fontaine » (KLT feunteun, vann. fetan) cf. le toponyme Feden Go à Batz-sur-Mer (noté Fontaine Goff en 1680) > toponymes Le Goveden à Férel (* Er Goh Feden, « la vieille fontaine ») et Goffedin à Mesquer (idem). L'adoucissement de la consonne t > d est bien présent, particularité inconnue ailleurs.

## Phrases en breton de Batz-sur-Mer
Les exemples suivants, tirés des travaux de Léon Bureau et Émile Ernault, permettent de se faire une idée précise des particularités de ce parler.
- Pihaneñ a noñ chtri zo er vrasoc'h ? (variante : vraseñ) > « Lequel de nous trois est le plus grand ? »
- Hia ez chèit sé erbèit d'heñ lakel > « Elle n'a aucune robe à se mettre »
- Hañ bwéi venéi laret ke tchèit ter hi fot éhéoñ e wé > « Il aurait voulu dire que ce n'était pas de sa faute »
- En dèn a bif hou gourn kevèl > « L'homme de qui vous demandez des nouvelles »
- Un amezèir benak goudé, er yaweñkeñ a bwé vol dachtumèit hag a wé èt abar ur bro pèl-mat, hag anhéoñ hañ bwé débrèit vol pèh-ma en devwé > « Quelque temps après, le plus jeune avait tout ramassé et était allé dans un pays lointain, et là-bas il avait mangé tout ce qu'il avait »
- Ur vèij anhéoñ, hañ fehé béi koñteñ-mat débreñ hi guarc'h aven er boèit ma er morc'h a zebreñ, mè nikoeñ ne ré nétre de-héoñ > « Une fois là-bas, il aurait été bien content de tirer sa subsistance de la nourriture que les porcs mangeaient, mais personne ne lui donnait rien ».
- N'é ke puto det d'er gèr > « Il n'est pas plutôt venu à la maison »
- Ma me beét tchèit sérèit me lagadéo, hi beét ma dalèit > « Si je n'avais pas fermé les yeux, tu m'aurais aveuglé »
- Er vatèic'h a me sat > « La servante de mon père »
- De de yahat > « À ta santé »
- Me dochté ar gèr pi er glow déez me gamerèit > « J'approchais de la maison quand la pluie m'a surpris »
- A-blèic'h i zéo ? > « D'où es-tu ? »
- Ma foda lèc'h éma legn a rac'h ter boeik > « Mon pot de lait est plein à ras bord »
- Me de chelevou tchèit > « Je ne t'écouterai pas »
- Hañ ga de reñ glow ember > « Il va pleuvoir tout à l'heure »
- Azurh miteñ dezurh en nos > « Du matin jusqu'au soir »
- Pikèit ter ur geliéoñ > « Piqué par une mouche »
- Me forh tchèi bitèrh lakel mouid abars > « Je ne peux pas du tout en mettre beaucoup dedans »